# Veselé
Veselé és un poble i municipi d'Eslovàquia que es troba a la regió de Trnava, a l'oest del país.

## Història
La primera menció escrita de la vila es remunta al 1390.

## Demografia
| Godina             | 1994 | 2004   | 2014   | 2024   |
| ------------------ | ---- | ------ | ------ | ------ |
| Nombre de persones | 1088 | 1125   | 1191   | 1246   |
| Diferència         |      | +3,40% | +5,86% | +4,61% |

| Godina             | 2023 | 2024   |
| ------------------ | ---- | ------ |
| Nombre de persones | 1239 | 1246   |
| Diferència         |      | +0,56% |